# 梁遠光
梁遠光（Walter Leung Yeun-Kwon），梁遠光畢業於香港科技大學電腦系，其後前往新加坡修讀由已故國寶級戲劇家郭寶崑先生創立的「劇場訓練與研究課程」，並成為該課程首屆畢業生。

## 戲劇發展
從1998年起，Walter開始和不同的專業劇團合作，包括以導演助理的身份參與「臨流鳥工作室」製作的《韋純在威斯堡的快樂旅程》<小亞細亞’98巡演日本、香港及台北，1998>、《少年維特的煩惱》<2000 年>及《飛吧﹗臨流鳥，飛吧﹗<新生版>》<2000年>。以演員身份參與的演出有《Y2K青春戰士》<前進進戲劇工作坊，1999年>及《五千薔薇》<進劇場，1999年>。導演作品《2056 beta version 1.0》是香港藝術中心主辦的 “Wave2000”節目之一。
除了參與劇場演出外，Walter亦同時參與活動策劃及研討會主持等工作。1999年4月至2000年底，Walter在「前進進戲劇工作坊」主辦的《小小劇場運動》中擔任策劃一職、在《劇場教育會議2000》的討論會「青年人談青年劇場」擔任策劃及會議主持。
2001 年前往新加坡，修讀實踐表演藝術學院「劇場訓練與研究課程」，並為該課程首屆畢業生。在修讀「劇場訓練與研究課程」期間，先後跟隨多位國際知名的戲劇家和傳統藝術表現大師學習。包括馬惠田、何炳珠<中央戲劇學院，史坦尼史拉夫斯基體系>、Robert Draffin <講求「本能」{Instinct}、「內在衝動」{Impulse}及「有機性」{Organic}的表演方法>、周清明<上海戲曲學院，京劇—小生及武生>、Sardono W KUSUMO<印尼傳統宮廷舞WayangWong>、觀世榮夫<世阿彌後人、日本活國寶—能劇>、觀世喜正<能劇>、N. Yagna Prabha<Kalashetra, Bharatanatyam>、 Philip Zarrilli <瑜伽、古印度武術kalarippayattu及psychophysical的表演方式> 、郭寶崑<即興表演>等。2001年，Walter獲得香港藝術發展局的資助。2002及2003年間，先後獲得Georgette Chen TTRP Scholarship Fund的資助以及由香港藝術發展局頒發、香港戲劇協會統籌的香港戲劇獎學金。2003年，Walter參與「劇場訓練與研究課程」三個畢業演出。三個演出分別是由馬惠田老師執導的《虎符》、Robert Draffin 執導的《偽君子》及新加坡導演王景生執導的《Lim Tzay Chuen》。2004年亦參予「劇場訓練與研究課程」第二屆畢業生畢業作品 Philip B. Zarrilli執導的《Water Station》。
2004年回港發展後曾經參與演出作品包括《鄭和的後代》、牛棚劇季春季節目《伽傌葉‧前行動》、 2006年香港藝術節節目《世界末日的倒數》、廿豆‧盒子畫《伽傌葉‧前行動》、前進進戲劇工作坊《N.S.A.D無異常現》、《導演沙龍》、 2007年香港藝術節節目《天工開物、栩栩如真》、高行健《山海經傳》世界首演、《四川組曲》、《四季人》、《哈姆雷特》、多媒體劇場《基督與史提芬妮》及《安東尼奧尼猜想》等。
導演作品包括郭寶崑劇作《鄭和的後代》與《傻姑娘與怪老樹》、影話戲義工團《青春禁忌遊戲》。青年劇場導演作品有《小王子》、《動物農莊》、《仲夏夜之夢》及《小城風光》。
教育劇場的演出包括《宇宙連環圖》工作坊導師及IDEA2007演出節目《渡》—「天外天劇場」的導師和導演，亦曾連續三年在優才(楊殷有娣)書院任教戲劇科。由2004年至今，Walter和不同的社會福利機構如香港女青年會和青少年服務處等合作，以戲劇和民眾戲劇的形式為他們的服務對象提供工作坊、包括「一人一故事」和「論壇劇場」的演出。由2009年起，Walter開始為學校戲劇節出任評判。
2006年8月，曾為新加坡實踐表演藝術學院的「劇場訓練與研究課程」(現名：Intercultural Theatre Institute）舉行太極工作坊。

## 企業培訓
2008年開始，Walter將戲劇訓練方法融合企業培訓中，為澳門及香港地區不同機構進行在職培訓工作，其中包括澳門新豪天地和其他大型娛樂場及酒店(2009及2015)、香港中華電力公司、中國人壽、大新人壽及怡安保險顧問有限公司(Aon HK)、Dior、香港迪士尼等。
Walter特別在聲音及演說訓練上，獲得極佳的口碑與成果。他為許多專業人士，如：演員、歌手、老師、高級管理層及財務策劃師等等，進行聲音訓練。他通過敏銳的聽力幫助人們認識和瞭解自己聲音的優缺點，並調整訓練他們的聲音，解決其發聲的障礙，使他們能通過悅耳及有吸引力的聲音，展現一個傑出的專業形象。他精通粵語、普通話和英語，使他能夠自如的服務不同國籍的客戶。
此外，Walter亦曾為香港城市大學校外進修學院兼任講師，及現任太極教練。

## 導演作品
- 《2056 beta version 1.0》
- 《渡》—「天外天劇場」
- 《鄭和的後代》
- 《傻姑娘與怪老樹》—「馬戲班」
- 《彷彿在沙丘上跳舞》*執行導演 —「香港戲劇工程」
- 《青春禁忌遊戲》 —「影畫戲CMTeers」
- 《親緣·法緣·無緣》—「多媒體弘法舞台劇暨法忍法師講座」
- 《小王子》—「香港戲劇工程」
- 《動物農莊》—「香港戲劇工程」
- 《善哉‧善JOY》 —「自在觀」
- 《仲夏夜之夢》—「香港戲劇工程」
- 《小城風光》—「香港戲劇工程」
- 《Track - 我們的小城故事》—「香港戲劇工程」
- 《幸福在東鐵路上》—「香港戲劇工程」
- 《小后羿射日去》—「香港戲劇工程」
- 康文署主辦中秋採燈晚會小小宇宙舞台：兒童偶戲劇場《小后羿射日去（新編）》—「香港戲劇工程」
- 《海洋拯救隊》—「香港戲劇工程」
- 第六屆青年編劇劇本寫作計劃試演《扣題》《說不出口》《暮日邨謀殺案》—「影話戲」

## 其它
- 香港董英傑太極拳總會 榮譽會長
- 汪永泉傳楊氏太極拳研究會(香港)副會長
- 香港心一堂與汪永泉傳楊氏太極拳研究會(香港)合辦 <<內功太極拳(楊氏老六路)太極班>> 導師
- 電影<<哭喪女>>京劇指導
- 大樹社區藝術中心 聯合藝術總監
- 聲音培訓師 （页面存档备份，存于）
- 自在觀 藝術總監

## 相關報導
- 明執專訪: 鄭和給新銳導演的勇氣  （页面存档备份，存于）
- 交換聲音第二十五集 藝術工作者 - Walter 梁遠光  （页面存档备份，存于）
- 琴台客聚：三場「非遺」講座 （页面存档备份，存于）
- [影話戲]義工團隊CMTeers呈獻《青春禁忌遊戲》門票現已公開發售
- 曲飛 戲上心頭 - 一場青春的「遊戲」
- 有台火 ep069 <<青青禁忌遊戲>>專訪
- 專訪: 安東尼奧尼猜想
- （页面存档备份，存于） 《親緣、法緣、無緣》宣傳片3 (高清，有字幕)
- （页面存档备份，存于） 《親緣、法緣、無緣》—「多媒體弘法舞台劇暨法忍法師講座」
- （页面存档备份，存于） B頻道會客室-弘法舞台劇
- 星島日報:重演經典-小王子-中學生舞台顯童心
- 有台火（第200集）《Track - 我們的小城故事》